# Neosybra albomarmorata
Neosybra albomarmorata là một loài bọ cánh cứng trong họ Cerambycidae.